# Jean-René Gossart
Jean-René Gossart (* 1945) ist ein französischer Schauspieler.

## Leben
Sein Fernsehdebüt gab er 1976 in zwei TV-Krimis: neben Yves Rénier und Michel Auclair in der Kommissar Moulin-Folge Affectation spéciale und neben Michel Duchaussoy in der Folge Les hochets in Denys de La Patellières Reihe Un juge, un flic. Große Popularität errang er 1979 mit dem Sechsteiler Die Insel der 30 Tode: Jean-René Grossart spielte als Conrad einen der beiden Handlanger des Grafen Vorski in dessen teuflischer Intrige gegen die Heldin Véronique (Claude Jade). Es folgte die Rolle des Außerirdischen Zarko in der Serie Les visteurs (1980). Im Kino spielte er Nebenrollen in zwei Filmen von Patrick Schulmann: Verdammt nochmal!... wo bleibt die Zärtlichkeit? (1979) und Gib mir meine Haut zurück sowie in Le piège à cons (1979) von Jean-Pierre Mocky. In Deutschland spielte er einen Guru neben Ingrid Steeger in der Miniserie Susi. Robert Hossein besetzte ihn 1982 als Claquesous in seiner Victor-Hugo-Verfilmung Die Legion der Verdammten. Neben Komödien wie Patrick Schulmanns P.R.O.F.S. – und die Penne steht Kopf (1985), in der er neben Patrick Bruel den „Charles Max“ spielte, drehte Jean-René Grossart in Actionfilmen wie Jesus Francos Der goldene Tempel der Amazonen, Kommando Panther und Maniac Killer. Neben dem Nacktmodell Natalie Uher spielte Jean-René Grossart 1988 die männliche Hauptrolle des Dr. Simon in Emmanuelle 6. In den 1990er Jahren drehte er seltener: als Fredo in Xavier Beauvois’ Nord (1991) mit Bulle Ogier und 1999 neben Ludmila Mikael in La route à l'envers.

## Filmografie (Auswahl)
- 1977: Kommissar Moulin (Commissaire Moulin, Fernsehserie, 1 Folge)
- 1979: Die Insel der 30 Tode (L’île aux trente cercueils, Fernsehsechsteiler)
- 1980: Gib mir meine Haut zurück (Rendez-moi ma peau…)
- 1982: Die Legion der Verdammten (Les Misérables)
- 1984: Kommando Panther (Panther Squad)
- 1985: P.R.O.F.S... und die Penne steht Kopf (P.R.O.F.S.)
- 1986: Der goldene Tempel der Amazonen (Les amazones du temple d'or)
- 1988: Emmanuelle 6
- 1992: Nestor Burmas Abenteuer in Paris (Nestor Burma, Fernsehserie, 1 Folge)